# ジェニーゴーゴー
ジェニーゴーゴーは、かつてSMA NEET Projectに所属していたお笑いコンビ。東京NSC5期生。2015年12月13日解散。

## メンバー
根喜田 拓也（ねぎた たくや、1980年8月7日 - ）
- ボケ担当。
- 三重県鈴鹿市出身。血液型はO型。趣味は読書。
- 『根喜田』という苗字を『ネギ太』という芸名や名前に勘違いされることがある。
- 過去に、同期である小田りんす（現・だーりんず）とのコンビ『チキチキバンバン』や、ピン芸人として活動していた。
- 解散後は、元だいごとまことの岡田誠（現在の横一郎）とコンビ「雨ザラシ」として活動していたが、2018年1月に解散。その後はピン芸人「ねぎたたくや」として活動。

川原 祐介（かわはら ゆうすけ、1977年1月8日 -　）
- ツッコミ担当。
- 福岡県太宰府市出身。血液型はB型。趣味はサッカー観戦。
- ダウンタウンに憧れ、高校生の時にはお笑いの道に進むと決心する。福岡の大学を卒業後に上京[1]。
- 過去に、東京NSCの時の同期生同士で結成した「サンテキ」というトリオとして活動していた[1]。
- コンビ解散後は、自身のtwitterでピン芸人として活動する事を発表。「トントン」という芸名で活動している。この芸名は、5つの候補の中から占いが得意な知り合いの芸人に決めてもらった[2]。
- 2017年3月、どっかん桑本とコンビ「万福」を結成した。

## ネタ
- 主に漫才。のんびりとした口調でネタを披露する。
- パターンとしてネタの最後に根喜田がネタのテーマにかけたダジャレを言った後に、川原が数秒の間を置いた後「何言ってんだお前は」とツッコミを入れて終わる。
- テレビ番組のボケやツッコミを時々入れている。
- 警官役の根喜田が両手を広げながら「5と5で10！（銃）」とわめきながらはしゃぐ。

## 逸話
- 「ジェニーゴーゴー」というコンビ名の由来は、thee michelle gun elephantの「ジェニー」という曲から。ゴーゴーは弾みである。
- 「爆笑オンエアバトル」では獲得KBが11回中7回300KB台を記録しており、オンエア6回のうち5回が5位通過となっている。
- 「あらびき団」初回にて、「M-1のオーディションは一回目で落ちた」との逸話を聞き、司会の東野幸治から「俺が審査員だったら99点やるわ！」と言わせた。
- 最終的には、仕事も無くなった上でコンビ仲がうまく行かなくなったことから解散した、と川原が話している[1]。

## 出演

### テレビ
- 爆笑オンエアバトル（NHK）戦績6勝5敗　最高425KB
  - 出場11回中7回が300KB台を記録しており、4回目の挑戦時までオンエアは全て300KB台であった。またオンエア6回のうち5回が5位通過となっている。
- オンバト+（NHK）戦績0勝1敗　最高177KB
- エンタの天使（日本テレビ） - キャッチコピーは「ソフトな蛇行運転」
- あらびき団（TBSテレビ）
- お笑い図鑑 ハマヌキ（tvk）
- 爆笑レッドシアター（フジテレビ） - 『ホワイトシアター』のコーナー
- ダウンタウンのガキの使いやあらへんで!!（日本テレビ、2010年1月24日） - 『山-1グランプリ』
- 爆笑ホワイトカーペット（フジテレビ） - キャッチコピーは「進みたいけど進めない」
- 爆笑レッドカーペット（フジテレビ） - キャッチコピーは「進みたいけど進めない」
- シンガタ（日本テレビ、2010年11月20日）